# Reginald Marsh (pittore)
Reginald Marsh (Parigi, 14 marzo 1898 – Dorset, 3 luglio 1954) è stato un pittore statunitense noto per le sue tele raffiguranti scene di vita ambientate in contesti urbani come New York, spesso trattate in un'ottica satirica.

## Biografia
Reginald Marsh nacque nel 1898 in un appartamento situato sopra il Café du Dome di Parigi. Era il secondogenito di Alice Randall e Frederick Dana Marsh, due artisti statunitensi trasferitisi in Francia verso la fine dell'Ottocento. A cavallo tra i due secoli, quando Reginald era ancora un bambino, si trasferì con la famiglia negli Stati Uniti, dapprima a New York e poi a Nutley, nel New Jersey, dove il padre aveva comprato una tenuta all'Enclosure, strada un tempo occupata da una colonia di artisti fondata dal pittore Frank Fowler. Frederick acquisì anche una proprietà a Woodstock, dove la famiglia trascorse molte delle sue estati.
Reginald Marsh si diplomò alla Lawrenceville School e si laureò nel 1920 all'Università Yale. Dopo aver lavorato come illustratore e cartonista per la rivista umoristica The Yale Record, venne assunto in qualità di disegnatore del New York Daily News nel 1922; lui e Peter Arno divennero due dei primi cartonisti per The New Yorker già nel 1925, anno di fondazione del quotidiano. Nel corso dello stesso decennio realizzò i disegni per riviste come Esquire, Fortune e Life.
Nel frattempo, l'interesse di Marsh per la pittura lo aveva spinto, nel 1921, a iscriversi all'Art Students League of New York, dove ebbe come primo insegnante John Sloan. Nel 1923, Marsh sposò Betty Burroughs, un'altra studentessa del college e figlia del pittore Bryson Burroughs; i due divorzieranno nel 1933. Nel 1925 fece un soggiorno nella natale Parigi, dove approfondì l'arte dei maestri rinascimentali e barocchi. Sempre a Parigi incontrò Thomas Hart Benton, assieme al quale andò a Firenze. Il suo soggiorno in Europa e la conoscenza di Benton esercitarono un significativo impatto nel suo modus operandi artistico. Più tardi, Marsh studiò sotto la guida di Kenneth Hayes Miller e George Luks.
Durante gli anni 1940, Marsh divenne insegnante all'Art Students League. Tra i suoi studenti vi fu Roy Lichtenstein. Marsh partecipò anche alle competizioni artistiche delle Olimpiadi di Los Angeles (1932) e di Berlino (1936).
Marsh morì di infarto nel 1954.